# 气候分类

莱斯利·霍尔德里奇（Leslie Holdridge）的生命带分类系统实质上是一种气候分类系统。

气候分类系统是对世界上的气候进行分类的方法。气候分类的方法可能会与生物群落的分类紧密相关，因为气候是影响生物分布的主要因素之一。由于世界各地气候的差异明显，在同一局部地区的气候状况也存在有微小差异，因此气候学家和地理学家创造了很多气候分类的方法，并不统一。最常用的气候分类法恐怕要数柯本气候分类法。
气候分类系统包括：
- 干燥指数（Aridity index）
- 柯本气候分类法（Köppen climate classification）
- 霍尔德里奇生命带（英语：Holdridge life zones）分类系统（Holdridge Life Zones）

## 各种气候分类法
依据不同的标准气候的类型也不一样，其分布状况也不一样。常见的气候分类法有：
- 纬度带气候分类法：
  - 亚里士多德气候分类法

- 温度带气候分类法：
  - 苏本气候分类法
  - 柯本气候分类法（目前最通行的气候分类法）

- 成因气候分类法：
  - 桑斯维特水分平衡气候分类法
  - 斯查勒气候分类法
  - 阿里索夫气候分类法

- 地理區域氣候分類法
  - 馬東男氣候分類法

- 中国的科学家也制定了一些气候分类法：
  - 中国气候分类法
  - 周淑贞气候分类法